# Leonardo Benevolo

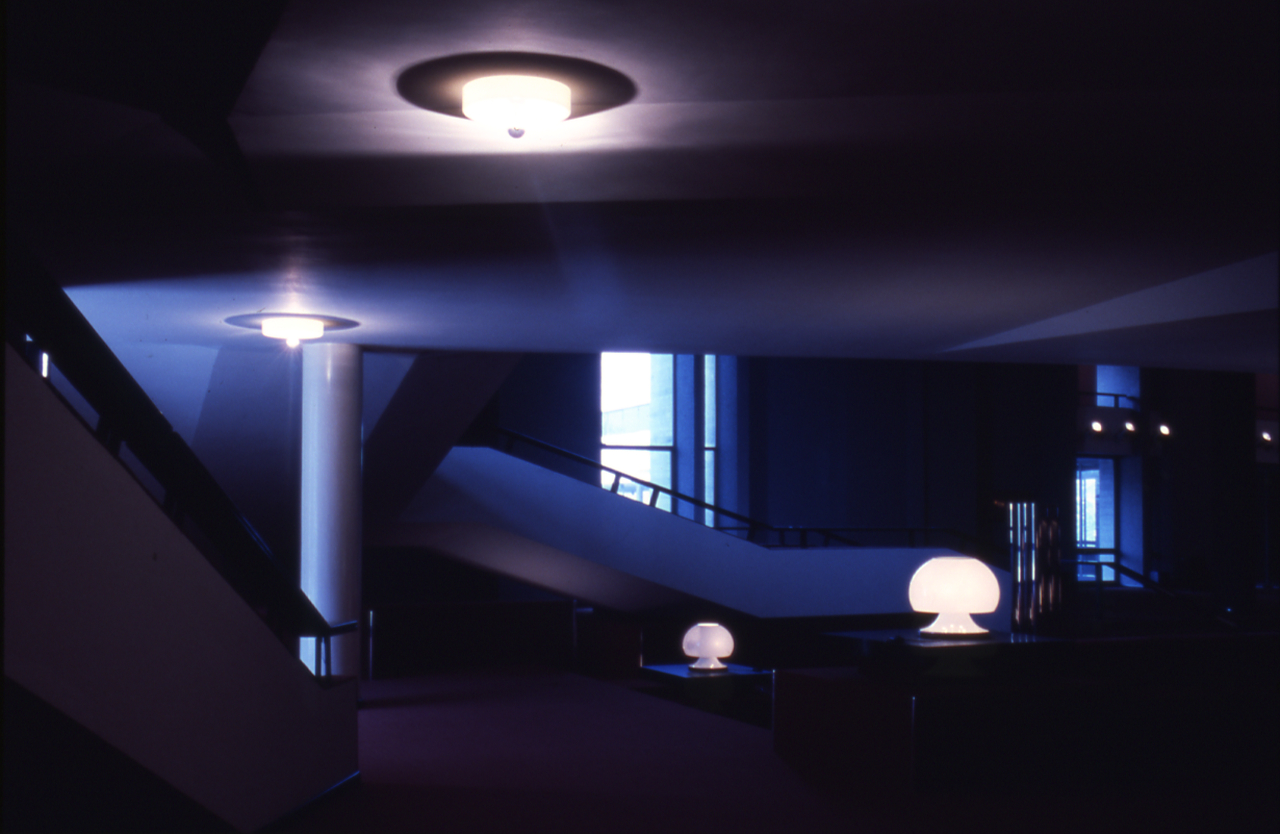
Leonardo Benevolo, com Tommaso Giura Longo e Carlo Melograni: Palazzo degli Affari e della Borsa, Bolonha. Interior. Foto de Paolo Monti, 1976.

Leonardo Benevolo (Orta San Giulio, 25 de setembro de 1923 – 5 de janeiro de 2017) foi um arquiteto e historiador da arquitetura italiana. Benevolo estudou arquitetura em Roma, onde se graduou em 1946. 

## Obras
Lista incompleta
- Storia delle città (VI volumes). Bari: Editora Laterza, 2006
- L'architettura nell'Italia contemporanea. Bari: Laterza, 2006 ISBN 9788842081395
- L'architettura nel nuovo millennio. Bari: Laterza, 2006
- Storia dell'architettura moderna. Bari: Laterza, 2006
- Introduzione all'architettura. Bari: Laterza, 2005
- Le origini dell'urbanistica moderna. Bari: Laterza, 2005
- La città nella storia d'Europa. Bari: Laterza, 2004
- História da arquitetura moderna São Paulo: Perspectiva, 1976
- A arquitetura no novo milênio. São Paulo: Estação Liberdade, 2007. 496p.